# مقاطعة شويلر (ميزوري)
مقاطعة شويلر (بالإنجليزية: Schuyler County, Missouri)‏ هي إحدى مقاطعات ولاية ميزوري في الولايات المتحدة. تأسست سنة 1845، بلغ عدد سكانها 4431 نسمة في عام 2010 حسب إحصاء مكتب تعداد الولايات المتحدة وتصل الكثافة السكانية فيها 5 نسمة/كم2.

## وصلات خارجية
- United States Counties